# علامة سترومبل
علامة سترومبل هي علامةٌ سريريةٌ، يؤدي فيها ثنّي الركبة عكس الجاذبية إلى حدوث منعكسٍ أخمصيٍ باسط. تظهر هذه العلامة في المرضى الذين يعانون من آفاتٍ في السبيل الهرمي، وهي واحدةٌ من الاستجابات المشابهة لبابينسكي.
سُميت العلامة نسبةً إلى أدولف سترومبل.